# دينيس ورتمان
دينيس ورتمان (بالإنجليزية: Denys Wortman)‏ هو رسام أمريكي، ولد في 1 مايو 1887، وتوفي في 20 سبتمبر 1958.